# Hideo Oshima
Hideo Oshima (født 7. marts 1980) er en japansk fodboldspiller.
Han har spillet for flere forskellige klubber i sin karriere, herunder Yokohama Flügels, Kyoto Purple Sanga, Montedio Yamagata, Yokohama F. Marinos, Albirex Niigata, JEF United Chiba, Consadole Sapporo og Giravanz Kitakyushu.